# Muro anastasiano
Il Muro anastasiano (greco: Αναστάσειο Τείχος; turco: Anastasius Suru), anche dette Lunghe mura della Tracia (greco: Μακρά Τείχη της Θράκης; turco: Uzun Duvar), è un complesso di fortificazioni eretto 64 km a occidente di Costantinopoli per difendere la città dalle incursioni dal lato europeo. Originariamente lungo 56 km, si estende da Evcik İskelesi sul Mar Nero, attraverso la penisola tracica fino a raggiungere il Mar di Marmara 6 km a ovest di Selimbria. Fu eretto dai Romani d'Oriente tra la fine del V e l'inizio del VI secolo; prende il suo nome dall'imperatore Anastasio I (491-518), ma esistono indizi che fosse già in uso nel 469, sotto l'imperatore Leone I (457-474) e poi nel 478 sotto il suo successore Zenone (476–491), per poi essere sottoposto a radicali lavori da Anastasio tra il 507 e il 512. Il Muro fu utilizzato almeno fino al VII secolo.
Costruito in pietra e terra, era spesso 3,3 m e alto oltre 5 m; era provvisto di torri, accessi, forti, fossati e una strada militare, e fu usato per difendere Costantinopoli dalle invasioni da occidente di Unni, Slavi e Bulgari. Un castrum rettangolare di 250 per 300 metri era costruito nella sezione centrale del muro.
Come sistema difensivo il Muro ebbe un'efficacia limitata, tanto che i barbari l'oltrepassarono molte volte. La fortificazione era infatti molto lunga e dunque difficilmente difendibile con una guarnigione limitata; inoltre, essendo stato costruito in fretta, non era sufficientemente robusto.
Il muro fu abbandonato nel VII secolo, a causa della difficoltà di mantenerlo e di provvedere alla sua guarnigione, e cadde in rovina. Nei secoli, circa la metà delle pietre utilizzate per la sua costruzione fu riutilizzata per le costruzioni vicine. Il tratto meglio preservato è quello nei boschi settentrionali.
Il Muro anastasiano è una fortificazione lineare antica di complessità paragonabile a quella del Vallo Adriano, ma meno conosciuto di questo.